# Tapera naevia
El cuclillo crespín (Tapera naevia), también conocido como crespín (en Argentina, Bolivia, Paraguay y Uruguay), cuco rayado (en México), en la zona sur de Honduras se le conoce como pájaro Pespire, como cuco sin-fin (en Colombia), cuclillo listado (en Costa Rica y Nicaragua), saci en Brasil o saucé (en Venezuela), también llamado chochi en Paraguay, es una especie de ave cuculiforme  perteneciente a la familia de los cucúlidos y único miembro del género Tapera. Es propia de Centro y Sudamérica.

## Taxonomía

### Subespecies
Se conocen dos subespecies de Tapera naevia :
- Tapera naevia excellens - del sudeste de México a Panamá.
- Tapera naevia naevia - Sudamérica hasta Brasil, Argentina, Trinidad e Isla Margarita.

## Descripción
Esta especie tiene 27 cm de largo y pesa 40 g. El adulto es principalmente el gris-castaño anteriormente, rayado con negro. Tiene un arco superciliar pálido, raya malar oscura y una cresta rojiza y negra que se levantan como la parte de su despliegue. 
Las parte ventral es blanquecina, y la cola es larga y graduada. Los pájaros inmaduros están manchados y son más rojizos en la parte de atrás y alas.  

### Vocalizaciones
Normalmente tiene una llamada silbada de dos o tres notas, creeespín-creeespín, pudiendo atraerlo si se le hace repetición de su canto.

### Otros nombres
En el Municipio de Pespire, en Honduras, a esta ave se le conoce como pájaro pespire, según los habitantes nativos de dicho municipio, éste debe su nombre a esta ave, ya que su canto suena como Pes-pes-pire-pire.

## Hábitat
El cuco rayado se encuentra en espacios abiertos con árboles o arbustos, en los bordes de bosques. Esta especie parásita de cría de otras especies, con nidos abovedados.

## Comportamiento

### Alimentación
El cuco rayado come insectos grandes, a menudo cazados en la tierra. Este es un solitario, bastante tímida que tienden esconderse entre los arbustos, aunque cantará posado en perchas o ramas secas superiores de los árboles. 

### Reproducción
El cuco hembra pone uno, a veces dos, huevos blancos o azulado en el nido de especies que selecciona. Los huevos salen del cascarón en 15 días. 
Los pichones de la especie parasitada, son eliminados por los pichones de cuco a los fines que los padres adoptivos, solo los alimenten a ellos. La puesta de los huevos cuando por tamaño no puede acceder al nido, los realiza haciendo un hueco en el techo del mismo.

## En la cultura popular
En el ámbito rural de Argentina y otras zonas de Latinoamérica ha estado muy difundida una leyenda según la cual el pájaro llamado popularmente por el sonido de su canto "Crespín" o "Crispín" es una mujer convertida en ave como castigo por no haber acompañado a su esposo, desde entonces esta con forma de pájaro llama con su canto a su perdido marido que se llamaba "Crespín" o "Crispín".
En Colombia, el ave es llamada "tres pies" por el parecido onomatopéyico con estas palabras y su canto. En las zonas rurales a muchas personas el canto es augurio de muerte y desgracia, asociando el canto con la muerte de alguien cercano o tragedia. Al ser un animal tan tímido, muchas veces pasa inadvertido y el canto toma un tinte más misterioso por ello mismo.